# Magda Gòdia
Magdalena Godia Ibarz, més coneguda com a Magda Gòdia, (Mequinensa, 1953-Lleida, 2021) fou una política aragonesa, alcaldessa de Mequinensa i defensora de la llengua catalana a l'Aragó. Fou una de les impulsores de l'Espai Moncada, dedicat a l'obra de Jesús Moncada, i dels Museus de Mequinensa.

## Trajectòria política
Mestra de professió, va treballar el Col·legi Santa Agatòclia de Mequinensa entre 1978 i 1992. El 1991 es va presentar a les eleccions municipals, on esdevindria regidora i des d'on va gestionar diversos projectes culturals, fins que a les eleccions de 2003 va ser elegida alcaldessa.
Entre 2007 i 2014 fou presidenta del Consell Comarcal de la Comarca del Baix Cinca, i diputada provincial per Saragossa entre 2013 i 2015. La darrera legislatura va formar part del gabinet tècnic de la conselleria de cultura del govern de l'Aragó. Va formar part de l'executiva provincial del PSOE a l'Aragó, on ser la titular d'igualtat i de formació.
Va morir l'agost de 2021 a l'hospital de Lleida als 68 anys, víctima d'un càncer. Els darrers mesos de malaltia va ser substituïda pel primer tinent alcalde, Antonio Sanjuan.

## Trajectòria cívica
Al llarg de tota la seva trajectòria professional i política va impulsar activament el català a l'Aragó i la figura de Jesús Moncada. Membre actiu de la societat civil, formava part de l'Associació de la Dona Mequinensana La Dona i del Grup de Recerca Coses del Poble, i fou impulsora del Grup de Teatre local Garbinada i d'un taller de lectura local. Estava casada i era mare de dos fills. Mequinensa va declarar tres dies de dol oficial i va celebrar una missa pública a l'Església de Nostra Senyora de l'Assumpció.